# Лашуки (Городнянский район)
Лашуки́ (укр. Лашуки) – село, расположенное на территории Городнянского района Черниговской области (Украина) на правом берегу реки Крюкова. Расположено в 24 км на юг от райцентра Городни. Население — 111 чел. (на 2006 г.). Адрес совета: 15171, Черниговская обл., Городнянский р-он, село Великий Дырчин, ул. Колгоспная,3 , тел. 3-95-38. Ближайшая ж/д станция — Камка (линия Гомель-Бахмач), 23 км.